# Parona
Parona (lombardul: Paròna) település Olaszországban, Lombardia régióban, Pavia megyében. Lakosainak száma 1847 fő (2023. január 1.). Parona Albonese, Mortara, Cilavegna és Vigevano községekkel határos.

## Népesség
A település lakossága az elmúlt években az alábbi módon változott:
| Lakosok száma | 1910 | 1903 | 1847 |
|               | 2017 | 2018 | 2023 |